# The Open Group
The Open Group este un consorțiu de companii și organizații al cărui scop este standardizarea infrastructurii folosită în domeniul calculatoarelor. Grupul s-a format în anul 1996 prin fuzionarea organizațiilor X/Open și Open Software Foundation. Grupul deține trademark-ul UNIX și este faimos pentru certificarea și standardizarea sistemului UNIX. Grupul include o serie largă de firme și organizații guvernamentale precum Capgemini, Fujitsu, Sun Microsystems, Hitachi, HP, IBM, NEC, US Department of Defense, NASA, etc.

## Certificare
Printre programele de certificare oferite se numără Common Operating Environment (COE) Platform, CORBA, Lightweight Directory Access Protocol (LDAP), POSIX, Schools Interoperability Framework (SIF), UNIX și Wireless Application Protocol (WAP). Oferă de asemenea programe de certificare profesională cum ar fi IT Architect Certification (ITAC)  Arhivat în 19 septembrie 2009, la Wayback Machine. și IT Specialist Certification (ITSC)  Arhivat în 3 august 2009, la Wayback Machine..

## Forumuri
Grupul constituie o platformă de discuție pentru membrii grupului prin intermediul unui număr de forumuri:
- ArchiMate Forum [1]
- Architecture Forum[2]
- Enterprise Management and Quality of Service Forum[3]
- Grid Enterprise Services Forum[4]
- Identity Management Forum[5]
- Jericho Forum[6]
- Messaging Forum[7]
- Platform Forum[8]
- Real Time and Embedded Systems Forum[9]
- Security Forum[10]
- Universal Data Element Framework Forum[11]

Grupul susține o serie de conferințe în cadrul cărora membrii grupului se întâlnesc..

## Invenții și standarde
- Call Level Interface (stă la baza ODBC)
- Common Desktop Environment (CDE)
- Distributed Computing Environment (stă la baza DCOM) disponibil la http://opengroup.org/comsource Arhivat în 13 ianuarie 2020, la Wayback Machine.
- Distributed Relational Database Architecture (DRDA)
- LDAP (Lightweight Directory Access Protocol)
- Motif GUI widget toolkit (folosit în CDE)
- Single UNIX Specification (SUS)
- X Window System dezvoltat și întreținut anterior de T.O.G., succesorul defunctului X Consortium
- Application Response Measurement (ARM) standard
- Common Manageability Programming Interface (CMPI) standard
- The XA Specification